# Крен, Владимир
Владимир Крен (хорв. Vladimir Kren; 1903 — 1948) — югославский и хорватский военачальник, главнокомандующий ВВС Независимого государства Хорватия с 19 апреля 1941 по 14 сентября 1943 и с 4 июня 1944 по 8 мая 1945.

## Биография
Владимир Крен родился в селе Вашка, близ Слатины. Сын сельского учителя Густава Крена. До Второй мировой войны Владимир Крен нёс службу в ВВС Королевства Югославии в звании капитана. В феврале 1941 года познакомился со Славко Кватерником и присоединился к нелегальному усташскому движению. Крен негативно воспринял сталинистский путч Душана Симовича.
4 апреля 1941 перед вторжением стран «оси» в Югославию Крен перелетел на аэродром Грац (в рейхсгау Штирия, часть бывшей Австрии), имея при себе секретные планы и коды югославских ВВС, и фактически поступил на службу к противникам Югославии. После капитуляции страны и образования Независимого государства Хорватия Крен был зачислен в Хорватское домобранство в звании полковника.
19 апреля 1941 после образования ВВС Хорватии возглавил национальную авиацию и стал набирать пилотов (преимущественно из военнослужащих югославских ВВС).
Крен был инициатором закупки и захвата самолётов для национальных ВВС. В июне 1941 года накануне вторжения в СССР стараниями Крена хорватская авиация получила 60 югославских самолётов. К концу 1941 года в ВВС было 4 группы (12 эскадрилий) с 95 самолётами (в 1942 году это число выросло до 160). Хорватские лётчики участвовали в боях на Восточном фронте в составе 52-й истребительной эскадры, а также поддерживали сухопутные войска с воздуха во время боёв против партизан. К 1 сентября 1943 в ВВС НГХ было 228 самолётов.
По ходу войны в составе ВВС начались случаи массового дезертирства: в ряде случаев призванные в авиацию русские эмигранты отказывались воевать против бывших соотечественников, а некоторые из пилотов (такие, как Миливой Бороша) открыто перелетали за линию фронта и сдавались в плен. В 1943 году хорватская авиация потеряла 56 самолётов, и Крена как виновника отстранили от командования 14 сентября, заменив его Адальбертом Рагулей. Поглавник Павелич назначил Крена полковником Бригады охраны поглавника. 4 июня 1944 Крен вернулся на пост главнокомандующего ВВС, однако остановить поток дезертиров был уже не в состоянии.
Прослужил в авиации вплоть до гибели Независимого государства Хорватия 8 мая 1945 года. После чего Крен бежал в Австрию, где был арестован британцами. Он бежал из лагеря и смог пробратья в Италию. 
12 февраля 1947 г. специальный агент CIC (Корпуса контрразведки армии США) Роберт Клейтон Мадд сообщил в Центр: «Соратники Павелича — командующий ВВС Владимир Крен и также заместитель министра иностранных дел Векослав Вранчич — скрываются в Церкви Сан-Джироламо-деи-Кроати, находящейся под управлением Ватикана. По информации из достоверных источников, в ближайшее время Павелич и его люди будут вывезены в Южную Америку». И уже в марте 1947 г. Владимир Крен был схвачен британцами в порту Генуи, где он пытался сесть на лайнер, отплывавший в Аргентину. Крен содержался в концлагере Грумо-Аппула а затем в Гротталье. В том же 1947 году Крен был экстрадирован британцами в коммунистическую Югославию. Был приговорён к смертной казни, лишению югославского гражданства и конфискации имущества. Расстрелян 2 декабря 1948 года.
В апреле 2010 г. Ясна Мержвинская (внучка Владимира Крена) подала в Загребский жупанийский суд на ревизию коммунистического приговора. Однако, суд 2011 года объявил ревизию необоснованной, и оставил в силе приговор титовского суда.